# Jessica Veranda
Jessica Veranda Tanumihardja née le 19 août 1993 à Jakarta est une chanteuse et actrice indonésienne, ancienne membre du groupe JKT48 de 2011 à 2017.
Veranda commence sa carrière dans le monde du divertissement en jouant dans plusieurs feuilletons et films et toujours obtenu de petits rôles, elle est d'origine portugaise.

## Filmographie sélective

### Cinéma
- 2011 : Ade dans Rumah Tanpa Jendela (id) de Aditya Gumay
- 2014 : Veranda dans Viva JKT48 (id) de Awi Suryadi
- 2018 : Veranda dans Partikelir (id) de Pandji Pragiwaksono (id)
- 2020 : Annisa dans Nikah Yuk! (id) de Adhe Dharmastriya

## Discographie

### Avec JKT48
- Heavy Rotation (album JKT48) (id) (2013)
- Mahagita (id) (2016)
- JKT48 Festival Greatest Hits (id) (2017)